# Джованни да Модена
Джованни да Модена, Джованни ди Пьетро Фалоппи (итал. Giovanni da Modena, Giovanni di Pietro Faloppi; 1379, Модена (Эмилия-Романья) — 1455) — итальянский живописец периода кватроченто — раннего Возрождения.
Вероятно, происходит из Модены (Эмилия-Романья), о чём свидетельствует его прозвание. Впервые упоминается в Болонье в 1409 году. Самая известная из его сохранившихся работ — росписи капеллы Болоньини в базилике Сан-Петронио, выполненные по завещанию Бартоломео Болоньини в 1408 году. Они приписываются Джованни на основании его более поздних работ (1420—1421) в соседней Капелле Сант-Аббондио: фрески на темы Аллегории Искупления первородного греха и Триумфа католической церкви над синагогой.
Стены Капеллы волхвов (Cappella dei Re Magi), ранее называвшейся Капеллой Болоньини, расписаны фресками Джованни да Модены и Франческо Альберти с циклом, изображающим эпизоды из жизни Святого Петрония (на задней стене); «Истории волхвов» (на правой стене); и сценами Страшного суда на левой стене с Коронованием Девы в мандорле, Рая и Ада (сходных с описаниями в «Божественной комедии» Данте), с гигантской фигурой Люцифера и с редким изображением пророка Мухаммеда в Аду.
Болоньини оговаривал, что в росписях капеллы должен быть показан Рай со святыми, сидящими на скамьях и созерцающих Коронование Мадонны, а также Ад «настолько ужасный, насколько это возможно» и Путешествие волхвов в Вифлеем. На алтарной стене Джованни с помощью Якопо ди Паоло (расписавшего запрестольный образ и витражи) изобразил Легенду о святом Петронии, епископе и защитнике Болоньи. Фреска с изображением епископа (возможно, Джованни ди Микеле из Болоньи, 1412—1417) подтверждает датировку 1412—1420 годами.
Другие произведения художника: «Распятие», хранящееся в Национальной пинакотеке Болоньи, и алтарный образ Святого Бернардина Сиенского с рассказами о его жизни, созданный около 1451 года для церкви Сан-Франческо. Среди последних работ его мастерской — два больших панно с изображением «Пути на Голгофу» и «Распятия», находящихся в пресбитерии церкви Распятия монастыря Санто-Стефано.
Джорджо Вазари в своих «Жизнеописаниях» (1568) ошибочно приписал авторство фресок Джованни да Модена флорентийцу Буонамико Буффальмакко, автору росписей в соборе Ареццо и в пизанском Кампосанто, также на тему Страшного суда, который, однако, жил гораздо раньше. Забвение Джованни да Модена в последующей истории искусства отчасти связано с дезинформацией Вазари.
- Крест из базилики Сан-Франческо. Ок. 1415. Дерево, темпера, золочение. Национальная пинакотека, Болонья
- Капелла Болоньини. Базилика Сан-Петронио, Болонья
- Прибытие волхвов. Ок. 1410. Фреска. Капелла Болоньини. Базилика Сан-Петронио, Болонья
- Шествие волхвов
- Рай
- Ад
- Мухаммед в Аду. Детали фресок Капеллы Болоньини
- Мадонна с Младенцем. Ок. 1420. Дерево, масло, золочение. Лувр, Париж